# Dying Light 2: Stay Human
Dying Light 2: Stay Human, ursprünglich angekündigt als Dying Light 2, ist ein von Techland entwickeltes Open-World-Survival-Horror-Spiel, das in einer post-apokalyptischen Zeit angesiedelt ist. Es ist die Fortsetzung zu dem 2015 veröffentlichten, in Deutschland indizierten Spiel Dying Light.

## Handlung

### Ausgangssituation
Nach den Geschehnissen in Dying Light war es der Global Relief Effort (GRE) gelungen, einen Impfstoff gegen das Harran-Virus zu entwickeln und somit eine weitere Verbreitung zu verhindern. Das Unternehmen setzte die Forschung jedoch mit dem Ziel fort, das Virus waffenfähig zu machen. Sechs Jahre später entkam eine mutierte Variante des Virus aus einem GRE-Labor und infizierte den Großteil der Weltbevölkerung, die sich daraufhin unweigerlich in Zombies verwandelte, da der Impfstoff und das zuvor genutzte „Antizin“ wirkungslos waren.
2036 gibt es nur noch einige verstreute Siedlungen und nur wenige Menschen sind überhaupt mutig genug, zwischen diesen zu reisen: die Pilger, die Waren und Informationen überbringen. Villedor, der fiktive Handlungsort des Spiels, wurde zu Beginn der Pandemie von der GRE unter Quarantäne gestellt, wodurch die Siedlung von den schlimmsten Auswirkungen verschont blieb. Um die Kontrolle über die Stadt ringen die Überlebenden und die Peacekeeper, die einigermaßen friedlich kooperieren, und die Abtrünnigen miteinander, die mit Gewalt die Herrschaft an sich reißen wollen.

### Spielbare Handlung
Einer der Pilger ist der Protagonist Aiden Caldwell, der zu Beginn des Spiels in Villedor eintrifft. Aiden ist auf der Suche nach Mia, einer jungen Frau, die er als seine Schwester bezeichnet, und dem Forscher Vincent Waltz, der an Mia und Aiden Experimente zur Erforschung eines Heilmittels gegen das mutierte Virus durchführte. Beim Treffen mit seinem Kontaktmann Dylan wird Aiden jedoch von einem Schattenjäger gebissen und Dylan von Waltz getötet, kurz nachdem er Aiden einen GRE-Schlüssel überreicht hat, den Waltz keinesfalls bekommen dürfe.
Aiden entkommt knapp und schafft es zum Basar, wo ihn die Überlebenden jedoch aufgrund seiner Infektion und des fehlenden Biomarkers, der deren Fortschritt anzeigen würde, hängen wollen. Er wird im letzten Moment von Hakon gerettet, der ihn anschließend durch Injektion eines Hemmstoffs und ultraviolettes Licht vor der Verwandlung in ein Monster bewahrt und ihm zu einem Biomarker verhilft. Um zum Fischauge und einer Frau namens Lawan zu gelangen, die ihm Dylan kurz vor seinem Tod als nächste Ziele nannte, muss Aiden in Villedors Zentralring gelangen. Da der Tunnel als einziger Zugang aufgrund eines ungeklärten Mordes gesperrt ist, muss sich Aiden entweder mit den Peacekeepern oder den Überlebenden verbünden, die ihm jeweils zusichern, ihn als Belohnung für seine Unterstützung durch den Tunnel zu schmuggeln.
Am Tunnel angelangt, wird Aiden zwar von Waltz überwältigt, der den GRE-Schlüssel nimmt und damit einen Teil der städtischen Stromversorgung wiederherstellt, doch Aiden kann den Schlüssel kurz darauf zurückerlangen und mit Hilfe von Lawan in den Zentralring fliehen. Dort trifft Aiden auf Frank, den ehemaligen Anführer der Nightrunner, und Jack Matt, den Kommandanten der Peacekeeper. Beide versprechen Aiden Informationen über eine überlebende GRE-Forscherin im Austausch für die Reaktivierung einer Funkantenne auf dem höchsten Gebäude der Stadt. Zusammen mit der Forscherin Dr. Victoria Ryan schafft es Aiden, auf eine GRE-Datenbank im Observatorium zuzugreifen, wo er vergeblich nach Informationen über Mia sucht. Stattdessen setzt der Datenbankzugriff ein Notfallprotokoll in Gang, welches einen Teil Villedors durch Raketen zerstört. Waltz findet die beiden und es kommt zum Kampf, bei dem Aiden die Kontrolle über seine Infektion verliert und Ryan tötet. Waltz entkommt mit dem GRE-Schlüssel und plant, das Bombardement der Stadt vom Labor X13 aus fortzusetzen, was Aiden von Colonel Williams erfährt, dem Anführer der Abtrünnigen, der eigentlich versucht, Villedor zu retten.
In X13 kommt es zum finalen Kampf zwischen Waltz und Aiden, der Hilfe von Lawan und – je nach während des Spiels getroffenen Entscheidungen – von Hakon erhält. In dessen Verlauf erfährt Aiden, dass seine Erinnerungen unvollständig sind und Mia eigentlich Waltz’ Tochter ist, die dieser zu heilen versucht. Hierfür benötigt er die Stromversorgung von X13, die unweigerlich auch zu den Raketenstarts führt. Aiden schafft es, Waltz zu besiegen, doch der GRE-Schlüssel, der für die Abschaltung der Anlage vonnöten ist, wird dabei zerstört. Lawan möchte versuchen, die Sprengköpfe in der Anlage zu zerstören, sodass Aiden final vor der Entscheidung steht, Mia oder Lawan zu retten.
- Rettet er Mia, wird X13 zerstört, Villedor und seine Bewohner jedoch gerettet, während die Fraktion die Kontrolle übernimmt, die Aiden im Spielverlauf am meisten unterstützt hat. Mia stirbt jedoch kurz darauf.
- Rettet er Lawan, kann er den Start der Raketen nicht verhindern und Villedor und dessen Bewohner werden größtenteils vernichtet.

In beiden Fällen beschließt Aiden, die Stadt zu verlassen und sein Leben als Piler fortzuführen, da er seine Infektion als zu große Gefahr für die Allgemeinheit sieht. Je nach zuvor getroffenen Entscheidungen geht er in Begleitung von Hakon, Lawan oder allein.

## Spielprinzip
Wie auch im Vorgänger steuert der Spieler den Protagonisten des Spiels (hier Aiden Caldwell) aus der Egoperspektive durch die Spielwelt. Diese ist in drei wesentlichen Abschnitten frei begehbar:
- Während des Prologs spielt die Handlung im Umland von Villedor, freie Erkundung ist nur begrenzt möglich und der Bereich kann nach Abschluss des Prologs nicht mehr betreten werden.
- Im ersten Akt des Spiels ist man auf den Aufenthalt im Stadtteil „Old Villedor“ beschränkt, da dieser vom Rest der Stadt abgeriegelt wurde.
- Im weiteren Verlauf schaltet man auch das Stadtzentrum frei und kann sich in allen Bezirken frei bewegen, nur durch die Schwierigkeit der Gegner und Aufgaben begrenzt.

Es gibt wenige Orte, die nur einmal im Rahmen der Haupthandlung besucht werden können.
Zur Fortbewegung nutzt die Spielfigur Fähigkeiten des Parkourlaufs über Hindernisse, Gebäude und entlang dafür errichteter Vorrichtungen wie Seile, Sprungkissen oder Leitern. Auch die Fortbewegung durch die Luft ist per Gleitschirm möglich, Wasser kann durchschwommen werden. Der Spieler sammelt dabei Parkour-Erfahrungspunkte, mit denen er die entsprechenden Fähigkeiten verbessern und erweitern kann.
Auf dieselbe Weise sammelt der Spieler Kampf-Erfahrungspunkte, während er mit Nahkampfwaffen und Bögen, seit Februar 2024 auch Feuerwaffen, gegen die zahlreich vorkommenden Feinde (Zombies, Abtrünnige) kämpft. Auch für den Kampf lassen sich Fähigkeiten verbessern und dazulernen.
Welche Fähigkeiten lernbar sind, entscheidet der Spieler durch Injektion von Hemmstoffen, die schwer zu bekommen sind. Mit diesen können entweder Ausdauer für Parkourfähigkeiten oder Kraft für Kampffähigkeiten verbessert werden.
Die Handlung des Spiels wird in einer Questreihe erzählt, die durch zahlreiche Nebenhandlungen ergänzt werden. Die Reihenfolge der Handlungsstränge kann der Spieler weitgehend frei wählen, je nach Fortschritt in der Hauptgeschichte sind nicht alle Nebenhandlungen dauerhaft verfügbar, da sie nicht mehr in die Story-Logik passen würden. In den während der Handlung ablaufenden Dialogen muss der Spieler manchmal Entscheidungen treffen, die sich auf die Handlung auswirken. Dabei können fünf verschiedene Endszenarien erreicht werden, außerdem sind einige Quests je nach Entscheidung nicht spielbar oder laufen unterschiedlich ab. Um Dying Light 2 komplett durchzuspielen, inklusive der verschiedenen Enden, werden nach Entwicklerangaben 500 Stunden benötigt. Die reguläre Durchspielzeit eines Handlungsszenarios liege unter 100 Stunden.
Neben dem Einzelspielermodus kann das Spiel auch im Koop-Modus mit bis zu 3 weiteren Spielern gespielt werden.

## Entwicklung und Veröffentlichung

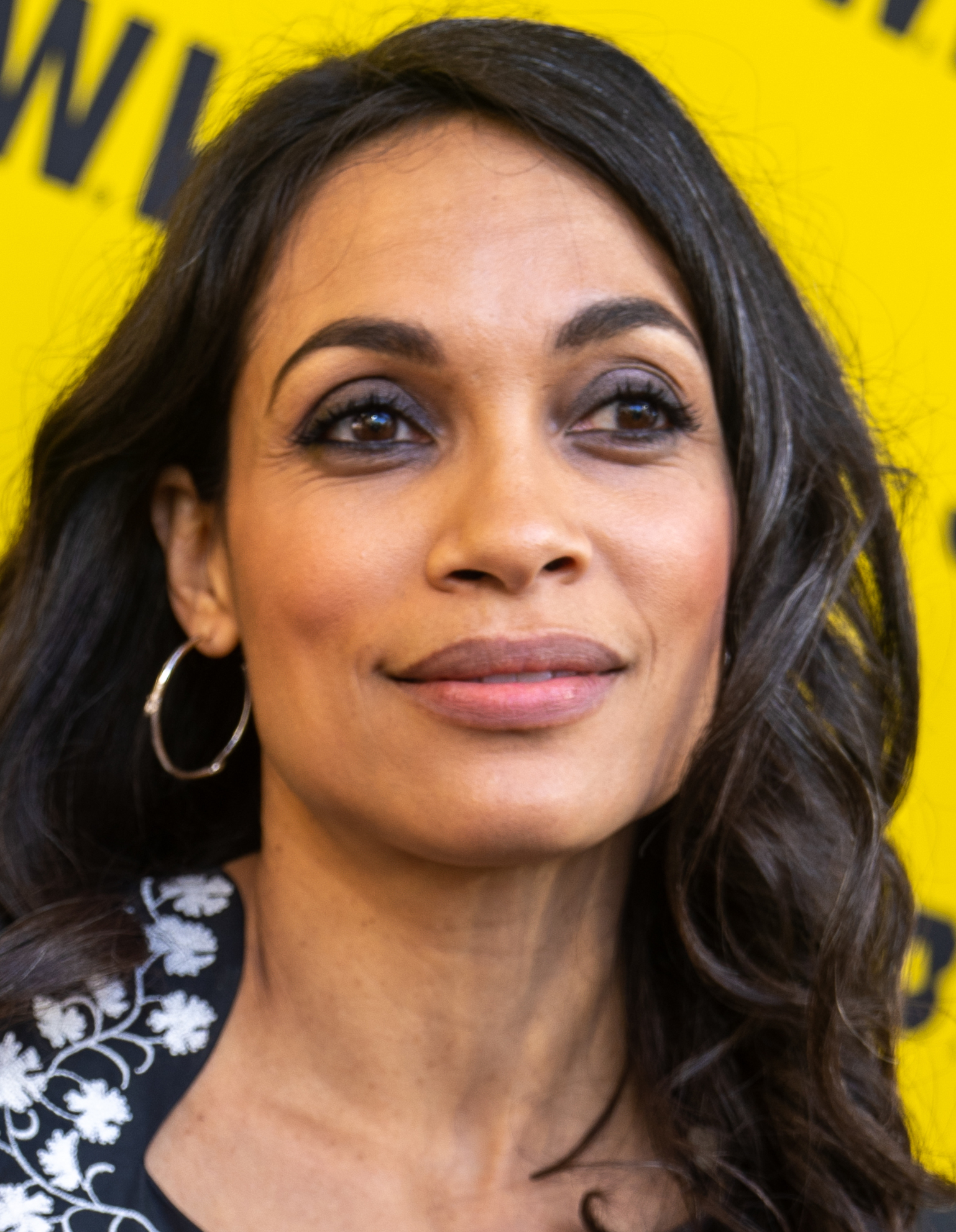
Rosario Dawson, Darstellerin und englische Originalstimme von Lawan

Techland legte Wert auf eine deutliche Verbesserung der Erzählweise gegenüber dem Vorgänger Dying Light. Aus diesem Grund engagierte man Chris Avellone, der bereits für Titel wie Baldur’s Gate, Star Wars: KoTOR 2 oder Neverwinter Nights 2 mitverantwortlich war und das Team, welches die Story des The-Witcher-3-DLCs Hearts of Stone schrieb. Laut leitendem Spieleentwickler Tymon Smektala inspirierten auch die Geschehnisse der achten Game-of-Thrones-Staffel die Inhalte der Handlung. Wie auch in The Walking Dead sollten die Zombies als Gegner eher nebensächlich sein – der Spieler solle sich auf menschliche Verhaltensweisen wie Betrug, Verrat und Intrigen konzentrieren und dabei die für sich richtigen Entscheidungen treffen, während der Protagonist sich mehr und mehr in ein Monster verwandelt (Stay Human).
Aufgrund von Vorwürfen sexueller Belästigung beendeten Techland und Avellone Mitte 2020 ihre Kooperation wieder.
Da die Unterhaltungssoftware Selbstkontrolle (USK) der Originalfassung von Dying Light 2 die Altersfreigabe verweigert hat, ist im deutschen Einzelhandel eine geschnittene Version des Spiels erschienen (mit Freigabe ab 18 Jahren). Hierbei wurden diverse, blutige Effekte zensiert. Das Spiel kann unter anderem aus Österreich ungeschnitten importiert werden. Die Veröffentlichung stammt aus dem Hause Techland. Entgegen der Retailversion gab es für die digitalen Versionen des Spiels keine Alterseinstufung durch die USK, sodass auf Online-Marktplätzen wie Steam, im Techland Store oder im Epic Games Store nur die internationale, ungeschnittene Version angeboten wird. Auf Nachfrage der Redaktion von PC Games antwortete der Publisher Techland, dass durch diese beiden Versionen des Spiels der Koop-Modus nur funktioniert, wenn alle Spieler über die gleiche Version verfügen.

## Bewertungen
Nutzer von Metacritic aus Italien begannen mit Review Bombing, als publik wurde, dass Dying Light 2 nicht über eine italienische Sprachausgabe verfügt.

## Erweiterung und Fortsetzung
Im November 2022 wurde Dying Light 2 um den Story-DLC Bloody Ties erweitert, welcher dem Spiel einen Handlungsstrang um die Massaker-Halle hinzufügt, einer Arena, in der ein skrupelloser Spielleiter Menschen gegeneinander und gegen Zombies kämpfen lässt. Aiden lernt Ciro als neuen Freund kennen und hilft ihm, den Tod seines Bruders zu rächen.
Im September 2025 soll Dying Light: The Beast veröffentlicht werden, in dem der Spieler wieder in die Rolle von Kyle Crane schlüpft, der nach jahrelanger Gefangenschaft seinen Peinigern entkommt – und nach diversen Experimenten nun selber eine Art Mischung aus Mensch und Zombie ist.